# Cyclocheilichthys enoplos
Cyclocheilichthys enoplos is een straalvinnige vissensoort uit de familie van de eigenlijke karpers (Cyprinidae). De wetenschappelijke naam van de soort is voor het eerst geldig gepubliceerd in 1849 door Bleeker, onder de naam Barbus macracanthus.